# Форт Бриджер

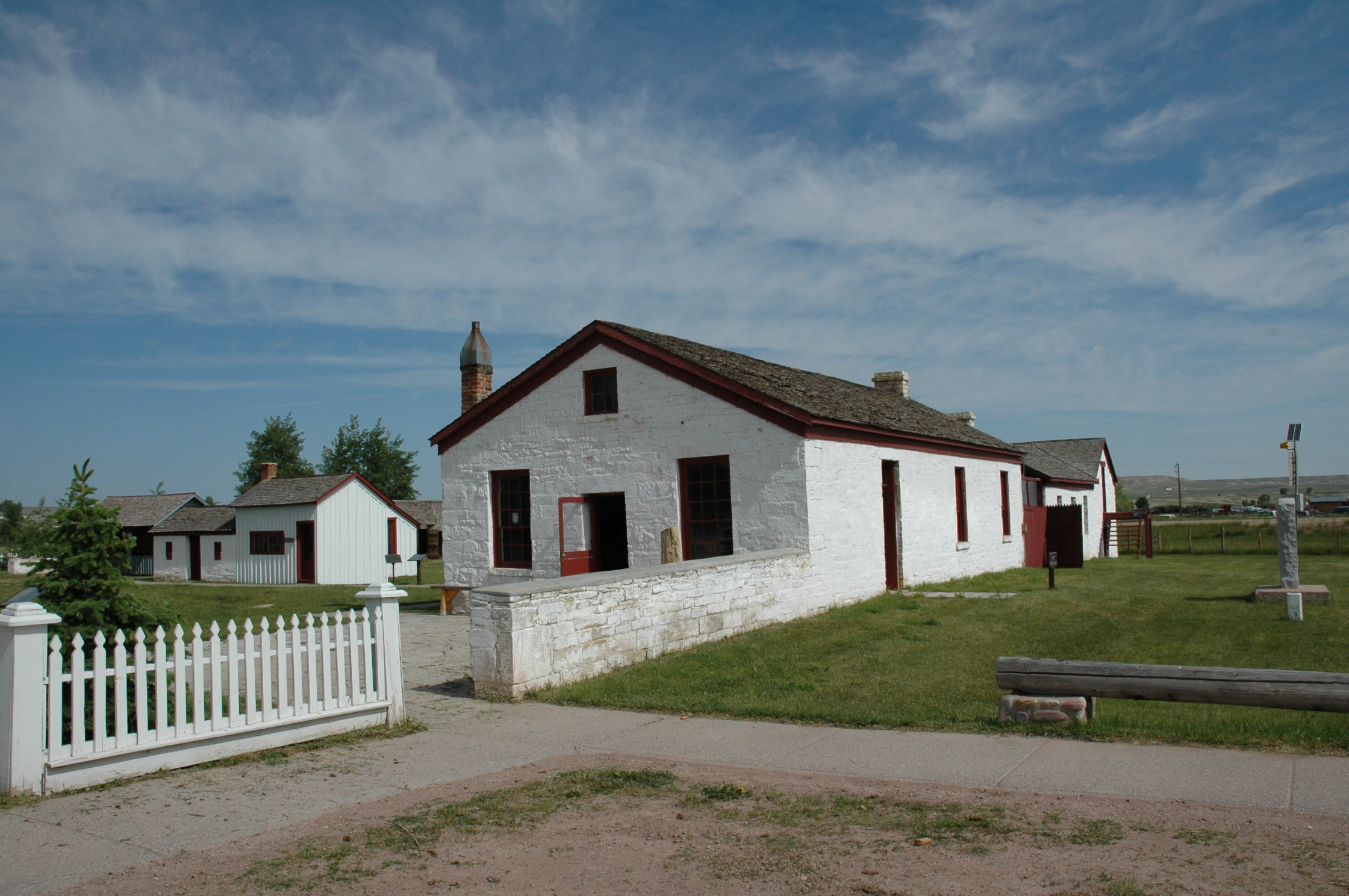
Форт Бриджер

Форт Бриджер (англ. Fort Bridger) — бывший торговый пост Дикого Запада, основанный в 1843 году на западном берегу Блэк-Форк, притоке Грин-Ривер.

## История
Форт Бриджер был основан Джимом Бриджером и Луисом Васкесом, известными американскими торговцами мехами и назван в честь первого. Торговый пост играл роль станции по снабжению переселенцев, двигавшихся на Запад. 
После 1847 года между Бриджером и мормонскими пионерами, которые стали селиться поблизости, стали возникать конфликты. В 1853 году отряд мормонов хотел арестовать его за продажу алкоголя индейским племенам, но Бриджеру удалось скрыться и бежать на Восток. В 1855 году мормоны приобрели форт за 8000 долларов, заплатив их Луису Васкесу. Джим Бриджер при заключении сделки не присутствовал.
В мае 1857 года президент США Джеймс Бьюкенен направил войска для предотвращения конфликта между федеральным правительством и мормонами в Территории Юта. Мормоны сожгли форт Бриджер в октябре того же года, чтобы он не оказался во власти армии США. После реконструкции бывший торговый пост стал важным армейским фортом на фронтире. В декабре 1862 года в форт был направлен отряд Калифорнийских добровольцев, который пробыл там до окончании Гражданской войны.
Форт Бриджер был впервые заброшен в 1878 году, но через два года его восстановили. Армия окончательно оставила его в 1890 году. Ныне форт Бриджер занесён в Национальный реестр исторических мест США.